# Iglesia de Santa Eulalia (Morcín)
La Iglesia de Santa Eulalia de Morcín (en asturiano Santaolaya) es un templo católico de origen prerrománico situado en la localidad de Santa Eulalia, en el concejo de Morcín (Principado de Asturias, España).

## Fundación
La fundación del templo original se inicia en el siglo IX como así lo demuestran los dos únicos restos de la factura original que se conservan.

## Interior
En su estado actual presenta nave rectangular y cabecera cuadrada. La iluminación se realiza a través de varias ventanas de arco de medio punto practicadas en los muros laterales. Cabe destacar un arco de triunfo realizado en piedra.

En el muro izquierdo del presbiterio se conserva la inscripción fundacional, situada anteriormente en el primitivo retablo de la iglesia, que atribuye al arcediano ovetense Ascario su fundación en los siglos IX o X:
" ACCIPE SANCTE DEVS CVMVLA SANCTA QUAE DONA ASCARIO ARCHIDIACONO DEO VENE SORORISVE EMERITENSIS EVLALIEC DE MIN HONORE FACTAM -GOMELVS- EPISCOPO SUB ERA CENTIES NOBENA -TRIGINTA- ET QVARTAM IN TEMPORE CVRSV SACRATAM".
La fecha de consagración es situada en el año 896, durante reinado de Alfonso III, tras la transcripción de la lápida anterior en los siguientes términos: "Recibe, Dios Santo este presente sagrado, que dona Ascario, Arcediano de Vuestra Gracia, en honor de su hermana la emeritense Eulalia de Morcín. Consagrose en la época de Gomelo, en la era de novecientos treinta y cuatro".

## Exterior
En el exterior destacan las jambas de la puerta principal decoradas con relieves geométricos. Estas están formadas por grandes bloques de piedra con inscripciones, dos en la izquierda y una en la derecha, y con temas ornamentales.

## Restosprerrománicos

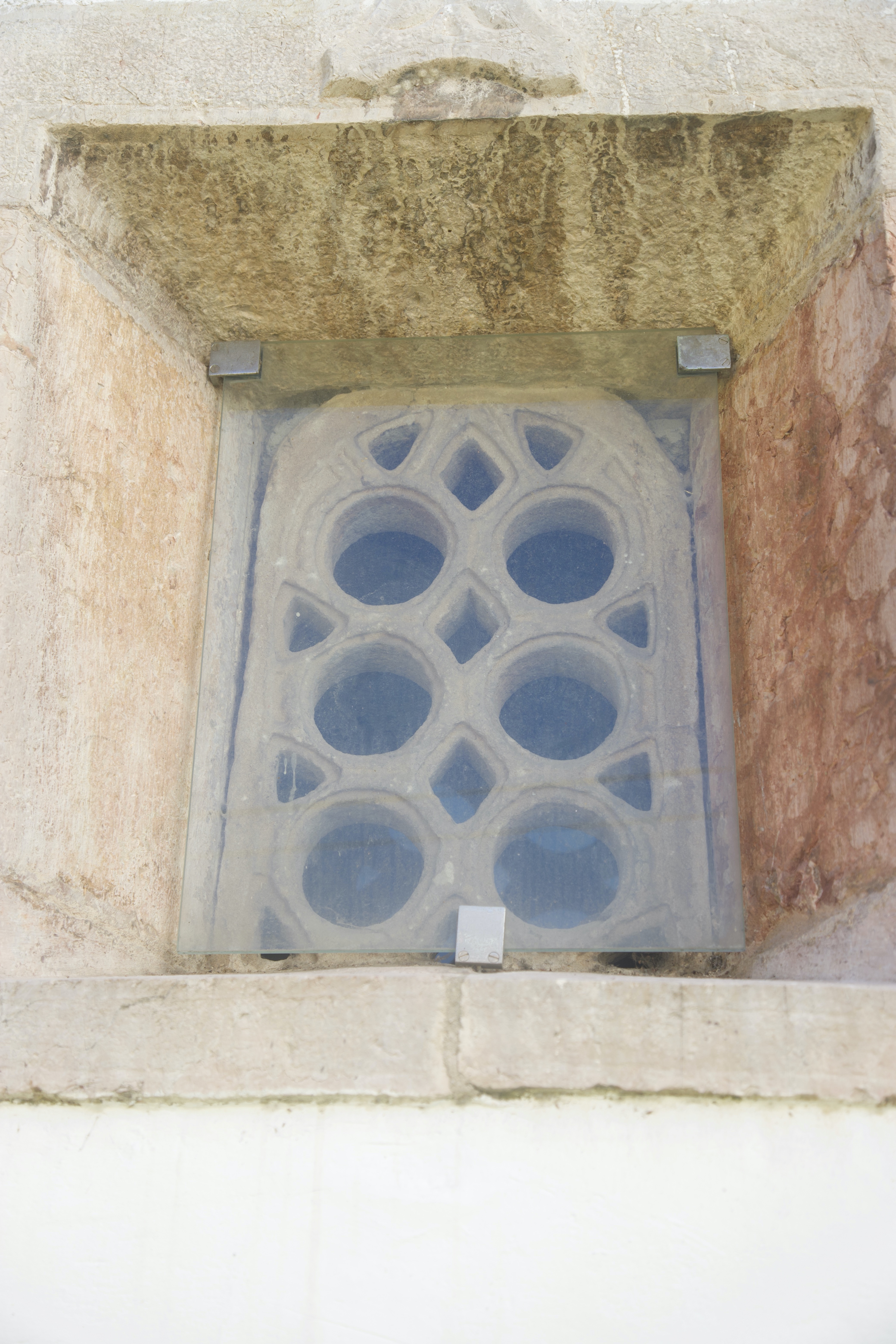
Celosía prerrománica

Del templo primitivo, posiblemente monástico -figura en un documento de 1125 en una donación-, se conservan únicamente una ventana con celosía, situada en la actualidad en una dependencia meridional y restos murales en la parte occidental, cuya puerta se remata con arco semicircular que descansa sobre jambas. También conserva una lápida de esa época.